# Ningbo Challenger 2014
Il Ningbo Challenger 2014 (noto come Yinzhou Bank International Women's Tennis Open per motivi di sponsorizzazione)  è stato un torneo professionistico di tennis femminile giocato sul cemento. È stata la 5ª edizione del torneo, che fa parte del WTA Challenger Tour 2014. Si è giocato a Ningbo in Cina dal 27 ottobre al 2 novembre 2014.

## Partecipanti

### Teste di serie
| Nazionalità | Giocatrice               | Ranking* | Testa di serie |
| ----------- | ------------------------ | -------- | -------------- |
| Thailandia  | Luksika Kumkhum          | 85       | 1              |
| Cina        | Zheng Saisai             | 93       | 2              |
| Russia      | Alla Kudrjavceva         | 97       | 3              |
| Austria     | Patricia Mayr-Achleitner | 103      | 4              |
| Russia      | Vitalija D'jačenko       | 105      | 5              |
| Cina        | Wang Qiang               | 110      | 6              |
| Israele     | Shahar Peer              | 119      | 7              |
| Giappone    | Misaki Doi               | 120      | 8              |

* Ranking al 20 ottobre 2014.

### Altre partecipanti
Giocatrici che hanno ricevuto una wild card:
- Han Xinyun
- Xu Yifan
- Yang Zhaoxuan
- Zhang Kailin

Giocatrici che sono passate dalle qualificazioni:
- Chan Chin-wei
- Liu Chang
- Arina Rodionova
- Wang Yan

## Campionesse

### Singolare
Magda Linette ha sconfitto in finale  Wang Qiang per 3-6, 7-5, 6-1.
- È il primo titolo in carriera per la Linette.

### Doppio
Arina Rodionova /  Ol'ga Savčuk hanno sconfitto in finale  Han Xinyun /  Zhang Kailin per 4–6, 7–6(2), [10–6].